# Pas (Atlantik)
Der Pas ist ein 57 Kilometer langer Fluss in Kantabrien (Spanien), er mündet bei Miengo, etwa zehn Kilometer westlich von Santander in den Golf von Biskaya. Sein Einzugsgebiet umfasst 649 km². Das Ästuar des Flusses bildet die Ría de Mogro.